# Булискерия, Георгий Роландиевич
Георгий Роландиевич Булискерия (7 января 1989) — российский футболист, полузащитник.

## Карьера
Начинал свою карьеру в московском любительском клубе «Маккаби». Позднее выступал за «Волочанин-Ратмир».
В начале 2014 года вместе с 3 новыми футболистами подписал контракт с тверской «Волгой». Однако в весенней части первенства 2013/14 полузащитник вышел в составе команды только 3 раза. Летом он покинул «Волгу» и уехал в Белоруссия. Булискерия перешёл в клуб Высшей лиги «Нафтан». Полузащитник не сумел попасть в состав команды, довольствуясь выступлениями за дубль. За основной состав «Нафтана» в первенстве страны он провёл только 1 игру. По окончании сезона Булискерия вместе с другим футболистом Евгением Сантрапинских ушёл из клуба.